# Bolka bytomska
Bolka, Bolesława (ur. ok. 1352, zm. między 27 września 1427 a 15 października 1428) – księżniczka bytomska, ostatnia przedstawicielka Piastów bytomsko-kozielskich.

## Życiorys

### Pochodzenie i małżeństwo
Była trzecią (najmłodszą) córką Bolesława księcia bytomsko-kozielskiego oraz Małgorzaty ze Šternberka na Morawach. W 1355 utraciła ojca. Spadek po ojcu stał się jednak przedmiotem targów i sporów. Zainteresował się nim zwłaszcza książę cieszyński Kazimierz. Wystarał się on prawdopodobnie w październiku 1355, podczas zjazdu z cesarzem Karolem IV, o opiekę nad małoletnimi księżniczkami Elżbietą, Eufemią i Bolką. W 1359 wraz z podziałem księstwa bytomskiego, prawo opiekuńcze rozciągnęło się na jego syna Przemysława. Córki Bolesława Bytomskiego miały się wtedy zrzec wszelkich pretensji do spadku po ojcu, dzięki czemu książę cieszyński mógł przejąć całość spadku po Bolesławie (z wyjątkiem Koźla, w którym utrzymali się książęta oleśniccy. Przemysław, aby wzmocnić swe prawo do spadku poślubił 1360 Elżbietę.
Bolka już 29 czerwca 1356 została przyrzeczona Czenkowi (Čenkowi), synowi Jana (Ješka) z Wartemberka (Vartemberka), potomka magnackiej rodziny czeskiej i jego żony Elżbiety (Eliški). Małżeństwu Czenka patronował sam cesarz Karol IV. Jako narzeczona Czenka Bolka występuje w dokumencie cesarskim z 15 czerwca 1360. Do małżeństwa najprawdopodobniej nie doszło. Hipoteza, jakoby zostało ono dopełnione w latach 1363–1367 i Bolka była matką czworga dzieci Czenka: Jana, Jarosa, Čenka i Machny oraz prababką króla czeskiego Jerzego z Podiebradów polega na nieporozumieniu.

### Dalsze losy
Między 1396 a 1405 Bolka wstąpiła do klasztoru cysterek w Trzebnicy. Była tam w latach 1405–1427 ksienią. Za jej rządów klasztor nabył szereg nowych dochodów w postaci czynszów wieczystych i uzyskał 25 stycznia 1420 od króla Zygmunta Luksemburskiego, potwierdzenie wszystkich dóbr i przywilejów. Należy jeszcze zwrócić uwagę na to, że księżniczkom owdowiałym po małżonkach nie-dynastycznych zwykle zacierano wdowieństwo, co podnosiło ich dynastyczne pochodzenie – stąd Bolka była przedstawiona w dokumentach jako córka księcia bytomskiego-kozielskiego.
Zmarła najprawdopodobniej między 27 września 1427 a 15 października 1428, choć według późnych źródeł trzebnickich jej śmierć nastąpiła 20 maja 1429 roku. Pochowana została w klasztorze trzebnickim.

## Genealogia
| 4. Władysław bytomski (ok. 1277/1283-1351/1352) książę bytomsko-kozielski                                      |  |                                                                     |  |  |          |
| |  | 2. Bolesław bytomski (ok. 1330-1354/1355) książę bytomsko-kozielski |  |  |          |
| 5. Ludgarda (1310-1362/1369) księżniczka meklemburska c. Henryka II Lwa                                        |  |                                                                     |  |  |          |
| |  |                                                                     |  |  | 1. Bolka |
| 6. Jarosław ze Šternberka (ok. 1332-1359) wielkomoża morawski, s. Zdzisława, najwyższego komornika morawskiego |  |                                                                     |  |  |          |
| |  | 3. Małgorzata ze Šternberka (zm. po 5 czerwca 1365)                 |  |  |          |
| 7. Machna z Biliny                                                                                             |  |                                                                     |  |  |          |
| |  |                                                                     |  |  |          |